# Caleb Ewan
Caleb Ewan (ur. 11 lipca 1994 w Sydney) – australijski kolarz szosowy i torowy.

## Najważniejsze osiągnięcia

### Kolarstwo torowe
2011
- 1. miejsce w Mistrzostwach Świata Juniorów (Omnium)
- Mistrzostwa Australii Juniorów
  -  1. miejsce (Omnium)
  -  1. miejsce (Wyścig punktowy)
  -  1. miejsce (Madison)
  - 2. miejsce (Drużynowy wyścig na dochodzenie)
  - 3. miejsce (Scratch)

2012
- Mistrzostwa Australii Juniorów
  - 2. miejsce (Madison)
  - 2. miejsce (Wyścig punktowy)
  - 3. miejsce (Scratch)
  - 3. miejsce (Drużynowy wyścig na dochodzenie)
- 2. miejsce w Mistrzostwach Oceanii (Indywidualny wyścig na dochodzenie)

2013
- 2. miejsce w Mistrzostwach Australii (Drużynowy wyścig na dochodzenie)

### Kolarstwo szosowe
2010
- 1. miejsce w Mistrzostwach Australii Juniorów (start wspólny)

2011
- 1. miejsce w Mistrzostwach Australii Juniorów (kryterium)
- trzy złote medale Igrzysk Wspólnoty Narodów Młodzieży 2011

2012
- 1. miejsce w Mistrzostwach Australii Juniorów (jazda indywidualna na czas)
- 1. miejsce na 4. etapie Rothaus Regio-Tour International
- 1. miejsce na 2. etapie Liège–La Gleize
- 1. miejsce w Gent–Menen
- 2. miejsce w mistrzostwach świata juniorów (start wspólny)
- 2. miejsce w Mitchelton Wines Bay Classic
  - 1. miejsce na 2. i 4. etapie
- 2. miejsce w Trofeo Comune di Vertova
- 2. miejsce w Trofeo Emilio Paganessi
- 3. miejsce w Keizer der Juniores

2013
- 1. miejsce w Mitchelton Wines Bay Classic
  - 1. miejsce na 1. etapie
- 1. miejsce w GP Palio del Recioto
- 1. miejsce w La Côte Picarde
- Zwycięzca klasyfikacji punktowej w Thüringen-Rundfahrt
  - 1. miejsce na 4. i 7. etapie
- 1. miejsce na 1. i 2. etapie Tour de l’Avenir
- 1. miejsce na 2. etapie Tour Alsace
- 3. miejsce w GP Industrie del Marmo
- 4. miejsce w Mistrzostwach Świata U-23 (start wspólny)

2014
- 1. miejsce w Mistrzostwach Australii U-23 (kryterium)
- 1. miejsce w Mistrzostwach Australii U-23 (start wspólny)
- 1. miejsce na 2. etapie Tour de l’Avenir
- 2. miejsce w mistrzostwach świata U-23 (start wspólny)
- 2. miejsce w Trofeo Città di San Vendemiano
- 3. miejsce w Mitchelton Wines Bay Classic
  - 1. miejsce na 4. etapie
- 3. miejsce w People’s Choice Classic
- 6. miejsce w Trofeo Piva

2015
- 1. miejsce w Mitchelton Wines Bay Classic
  - 1. miejsce na 1., 2. i 3. etapie
- 1. miejsce na 2. i 3. etapie Herald Sun Tour
- Zwycięzca klasyfikacji punktowej w Tour de Langkawi
  - 1. miejsce na 3. i 6. etapie
- 1. miejsce w Vuelta a La Rioja
- 1. miejsce w Tour de Korea
  - 1. miejsce na 2., 3., 5. i 7. etapie
- 1. miejsce na 5. etapie Vuelta a España
- 2. miejsce w Mistrzostwach Australii (kryterium)
- 2. miejsce w Mistrzostwach Australii (start wspólny)

2016
- 1. miejsce w EuroEyes Cyclassics
- 1. miejsce na 1. i 6. etapie Tour Down Under
- 1. miejsce w Mistrzostwach Australii (kryterium)
- 1. miejsce w Mitchelton Wines Bay Classic
  - 1. miejsce na 1., 2. i 4. etapie
- 1. miejsce w People’s Choice Classic
- 1. miejsce na 8. etapie Tour of Britain
- 1. miejsce na 2. etapie Herald Sun Tour

2017
- 1. miejsce w klasyfikacji punktowej Tour Down Under
  - 1. miejsce na 1., 3., 4. i 6. etapie
- 1. miejsce w Mistrzostwach Australii (kryterium)
- 1. miejsce w People’s Choice Classic
- 3. miejsce w Mitchelton Wines Bay Classic
  - 1. miejsce na 3. etapie
- 1. miejsce na 4. etapie Abu Dhabi Tour
- 1. miejsce na 7. etapie Giro d’Italia
- 1. miejsce na 4. etapie Tour de Pologne
- 1. miejsce na 1., 3. i 6. etapie Tour of Britain

2018
- 1. miejsce na 2. etapie Tour Down Under
- 1. miejsce w Clásica de Almería
- 2. miejsce w Mediolan-San Remo
- 1. miejsce 8. etapie Tour of Britain

2019
- 2. miejsce w Cadel Evans Great Ocean Road Race
- 1. miejsce na 4. etapie UAE Tour
- 1. miejsce na 4. i 6. etapie Tour of Turkey
- 1. miejsce na 8. i 11. etapie Giro d’Italia
- 1. miejsce na 11, 16 i 21. etapie Tour de France
- 1. miejsce w Brussels Cycling Classic
- 1. miejsce w People’s Choice Classic

2020
- 1. miejsce na 2. i 4. etapie Tour Down Under
- 2. miejsce w Mediolan-Turyn
- 1. miejsce na 1. etapie Tour de Wallonie
- 1. miejsce na 3. etapie Tour de France
- 1. miejsce w Scheldeprijs

2021
- 1. miejsce na 7. etapie UAE Tour
- 2. miejsce w Mediolan San-Remo
- 1. miejsce na 5. i 7. etapie Giro d’Italia
- 1. miejsce na 3. i 4. etapie Baloise Belgium Tour
- 1. miejsce na 5. etapie Benelux Tour

2022
- 1. miejsce na 1. etapie Saudi Tour
- 1. miejsce na 1. etapie Tour des Alpes-Maritimes et du Var
- 2. miejsce w Kuurne-Bruksela-Kuurne
- 1. miejsce na 3. etapie Tirreno-Adriático
- 1. miejsce na 1. i 6. etapie Presidential Cycling Tour of Turkey
- 2. miejsce w Elfstedenronde
- 1. miejsce na 1. etapie Deutschland Tour
- 1. miejsce w Grand Prix de Fourmies
- 2. miejsce w Kampioenschap van Vlaanderen

2023
- 2. miejsce w Grote Prijs Jean-Pierre Monseré
- 1. miejsce w Grote Prijs Marcel Kint
- 2. miejsce w Ronde van Limburg
- 2. miejsce w Elfstedenronde

## Rankingi
| Rok              | 2013 | 2014 | 2015 | 2016 | 2017 | 2018 | 2019 | 2020 | 2021 | 2022 | 2023 | 2024 |
| ---------------- | ---- | ---- | ---- | ---- | ---- | ---- | ---- | ---- | ---- | ---- | ---- | ---- |
| UCI World Tour   |      |      | 120. | 42.  | 69.  | 66.  |      |      |      |      |      |      |
| World Ranking    |      |      |      | 90.  | 82.  | 75.  | 20.  | 35.  | 72.  | 88.  | 87.  | 226. |
| UCI Europe Tour  | 38.  | -    |      | 741. | 423. | 162. |      |      |      |      |      |      |
| UCI Oceania Tour | -    | -    |      | 57.  | -    | 26.  | 1.   | 5.   | 5.   | 4.   | 7.   | 13.  |
|                  |      |      |      |      |      |      |      |      |      |      |      |      |
| Źródło: UCI      |      |      |      |      |      |      |      |      |      |      |      |      |